# بنجي
بنجي (بالإنجليزية: Bungie)‏ هي شركة تطوير ألعاب فيديو أمريكية مقرها في بيلفيو، واشنطن. تأسست الشركة في مايو 1991 بواسطة اليكس سيروبيان، الذي جلب المبرمج جايسون جونز لاحقًا بعد نشر لعبة جونز مينوتور: متاهات جزيرة كريت. مقرها في شيكاغو، إلينوي، ركزت الشركة على ألعاب ماكنتوش خلال سنواتها الأولى وأنشأت امتيازين ناجحين لألعاب الفيديو تسمى ماراثون وأسطورة. أنتج استوديو فرعي، بانجي ويست، أوني، الذي نُشر في عام 2001 ومملوك لشركة تيك-تو إنترأكتيف، التي كانت تمتلك حصة ملكية 19.9% في ذلك الوقت.
استحوذت مايكروسوفت على بنجي في عام 2000، وتم إعادة توظيف مشروعها هيلو: كومبات إفولفد كعنوان إطلاق لوحدة تحكم إكس بوكس من مايكروسوفت. أصبح هيلو «التطبيق القاتل» لإكس بوكس، حيث بيع ملايين النسخ وأنتج سلسلة هيلو. في 5 أكتوبر 2007، أعلنت بنجي أنها انفصلت عن مايكروسوفت وأصبحت شركة مستقلة مملوكة للقطاع الخاص، بنجي شركة محدودة المسؤولية، في حين احتفظت مايكروسوفت بملكية هيلو للملكية الفكرية. وقعت صفقة نشر لمدة عشر سنوات مع أكتيفجن في أبريل 2010. كان مشروعهم الأول هو إطلاق النار من منظور الشخص الأول لعام 2014، ديستني، والذي أعقبه مشروع ديستني 2 في عام 2017. في يناير 2019، أعلنت بنجي أنها ستنهي هذه الشراكة، وستتولى النشر لديستني.
من بين المشاريع الجانبية لشركة بنجي، موقع Bungie.net على الويب، والذي يتضمن معلومات الشركة والمنتديات وتتبع الإحصاءات والتكامل مع العديد من ألعابها. يُعد Bungie.net بمثابة المنصة التي تبيع من خلالها بنجي البضائع المتعلقة بالشركة من متجر بنجي وتدير مشاريع أخرى، بما في ذلك بنجي الفضاء، والمنظمة الخيرية مؤسسة بنجي، والبودكاست، والمنشورات عبر الإنترنت حول موضوعات الألعاب. تشتهر الشركة بثقافتها غير الرسمية والمتخصصة في مكان العمل.

## التاريخ

### الخلفية والتأسيس (1990-1993)
في أوائل التسعينيات، كان أليكس سيروبيان يسعى للحصول على درجة علمية في الرياضيات من جامعة شيكاغو، حيث لم تقدم الجامعة درجات جامعية في علم الحاسوب. يعيش في المنزل قبل فترة وجيزة من التخرج، ويأمل والده أن يحصل على وظيفة مما أقنع سيروبيان لبدء شركة ألعاب خاصة به بدلاً من ذلك.
كانت أول لعبة فيديو لسيروبيان عبارة عن نسخة من لعبة بونغ، تمت كتابتها وإصدارها بعد ما يقرب من 20 عامًا من الإصدار الأصلي، المسمى غنوب! (تهجى بونغ إلى الوراء). تم إنشاء اللعبة في عام 1990، أي قبل عام تقريبًا من التأسيس الرسمي لشركة بنجي، ولكن تم إصدارها تحت اسم بنجي واعتبرها بنجي أول لعبة لها. صدر الصربى جنوب! مجانًا، ولكن تم بيع الكود المصدري للعبة مقابل 15 دولارًا. غنوب! تم تضمينه لاحقًا في العديد من مجموعات ألعاب بنجي المبكرة، بما في ذلك ماراثون مجموعة صندوق ثلاثية وماك اكشن كيس.
أسست سيروبيان رسميًا شركة منتجات البرمجيات بنجي في مايو 1991 لنشر عملية: عاصفة الصحراء. استبعد سيروبيان التمويل من الأصدقاء والعائلة، وقام بتجميع صناديق اللعبة وكتابة الأقراص بنفسه. العملية: عاصفة الصحراء باعت 2500 نسخة، وبحث سيروبيان عن لعبة أخرى لنشرها.
التقى سيروبيان المبرمج جيسون جونز في دورة الذكاء الاصطناعي في جامعة شيكاغو. كان جونز مبرمجًا قديمًا كان ينقل لعبة كتبها، تسمى مينوتور، من أبل 2 إلى نظام ماكنتوش الأساسي. يتذكر جونز، «لم أكن أعرف حقًا [أليكس] في الفصل. أعتقد أنه اعتقد في الواقع أنني غبي لأن لدي جهاز حاسوب فاخر». اشترك سيروبيان وجونز لإطلاق لعبة فيديو لعب الأدوار مثل مينوتور: متاهات جزيرة كريت في عام 1992، بينما أنهى جونز الترميز، تعامل سيروبيان مع التصميم والدعاية. اعتمدت اللعبة على أجهزة مودم الإنترنت غير المألوفة واتصالات AppleTalk للعب وبيعت حوالي 2500 نسخة، وطورت متابعة مخصصة.
ركز الفريق على نظام ماكنتوش الأساسي، وليس أجهزة الحاسوب الشخصية التي تعمل بنظام ويندوز، لأن سوق ماك كان أكثر انفتاحًا وترعرع جونز على النظام الأساسي. بينما كان جونز مسؤولاً عن العديد من الجوانب الإبداعية والتقنية، كان سيروبيان رجل أعمال ومسوقًا. يتذكر جونز «ما أحببته في [سيروبي] هو أنه لم يهدر أي أموال». مع عدم وجود أموال لتوظيف موظفين آخرين، تم تجميع صندوقي مينوتور يدويًا في شقة سيروبيان. بينما ظل الزوجان منخفضين من حيث الأموال - كانت زوجة سيروبيان تدعمه إلى حد كبير - أعطى النجاح المتواضع لمينوتور للثنائي ما يكفي من المال لتطوير مشروع آخر.
مستوحاة من لعبة إطلاق النار ولفينشتاين 3دي، كتب جونز محرك ألعاب ثلاثي الأبعاد لجهاز ماك. كان القصد من لعبة بنجي التالية أن تكون منفذًا ثلاثي الأبعاد لمينوتور، لكن جونز وسيروبيان وجدا أن طريقة لعب مينوتور من أعلى إلى أسفل لم تُترجم جيدًا إلى المنظور ثلاثي الأبعاد، ولم يرغبوا في الاعتماد على أجهزة المودم. بدلاً من ذلك، طوروا قصة جديدة لأول شخص مطلق النار أصبح مسارات إلى الظلام، صدر في عام 1993. قام جونز بالترميز، مع صديقه كولين برنت الذي ابتكر فن اللعبة. حققت اللعبة نجاحًا نقديًا وتجاريًا، حيث فازت بجوائز من بينها «لعبة المغامرة لهذا العام من داخل العاب ماك» وماكوورلد «أفضل لعبة تقمص الأدوار».
تجاوزت الممرات توقعات المبيعات وأصبحت أول نجاح تجاري لبنجي. انتقل بنجي من شقة بغرفة نوم واحدة إلى استوديو في الجانب الجنوبي بشيكاغو في شارع جنوب هالستيد، انضم دوج زارتمان، وهو أول موظف بدوام كامل في سيروبيان وجونز، في مايو 1994 لتقديم الدعم للممرات، ولكنه أصبح مسؤول العلاقات العامة في بنجي، مما شحذ روح الدعابة وعدم الاحترام لدى بنجي غالبًا. تذكر المؤلف الموسيقي بنجي مارتن أودونيل أن موقع الاستوديو، وهو مدرسة فتيات سابقة بجوار منزل متصدع، «كانت رائحته مثل منزل فراط بعد عطلة نهاية أسبوع طويلة حقًا» وذكَّر الموظفين بموقع من ألعاب الفيديو المرعبة في سايلنت هيل.

### ماراثون ومايث وأوني (1994-2001)
بدأ مشروع بنجي التالي كتكملة لمسارات في الظلام، لكنه تطور إلى لعبة إطلاق نار مستقبلية من منظور شخص أول تسمى ماراثون. لقد أدخلت آلية القفز على الصواريخ للاعبين (المعروفة آنذاك باسم «قفز القنابل اليدوية») وكانت أول نظام تحكم حيث يمكن للاعبين استخدام الماوس للبحث لأعلى ولأسفل بالإضافة إلى التحريك جنبًا إلى جنب. علمت مسارات بانجي أهمية القصة في اللعبة، وعرضت ماراثون محطات حاسوب حيث يمكن للاعبين اختيار معرفة المزيد عن خيال اللعبة. أصبح الاستوديو ما أطلق عليه أحد الموظفين «رؤيتك النمطية لشركة ألعاب حاسوب صغيرة - تأكل الكثير من البيتزا، وشرب الكثير من الكولا» بينما عمل فريق التطوير 14 ساعة يوميًا لمدة ستة أشهر تقريبًا.
بعد عرض اللعبة في معرض مكوورلد، تعرض بنجي للاهتمامات وأوامر اللعبة. لم تنته اللعبة حتى 14 ديسمبر 1994، قضى جونز وعدد قليل من الموظفين الآخرين يومًا في المستودع وهم يجمعون الصناديق بحيث يمكن تنفيذ بعض الطلبات قبل عيد الميلاد. حققت اللعبة نجاحًا نقديًا وتجاريًا، وتعتبر جزءًا غير معروف نسبيًا ولكنه مهم من تاريخ الألعاب. كان بمثابة بديل ماك لألعاب حاسوب دوس فقط مثل دوم وصدمة النظام. كان حجم طلبات اللعبة غير مسبوق بالنسبة للاستوديو، الذي وجد أن طريقته القديمة في إرسال الطلبات عبر البريد أو الهاتف لا يمكن أن تتناسب مع الطلب واستعان بشركة أخرى للتعامل مع عشرات الآلاف من الطلبات. جلب ماراثون أيضًا انتباه بنجي من الصحافة خارج سوق ألعاب ماك الصغير.
أدى نجاح اللعبة الأولى إلى تكملة، ماراثون 2: دوراندال. قدمت السلسلة عدة عناصر، بما في ذلك الوضع التعاوني، الذي شق طريقه إلى ألعاب بنجي لاحقًا. تم إصدار اللعبة في 24 نوفمبر 1995، وتفوقت على سابقتها. عندما أعلن بنجي عن نيته نقل اللعبة إلى نظام التشغيل ويندوز 95، شعر العديد من مشغلات ماك بالخيانة، وتلقى بنجي سيلًا من الرسائل الإلكترونية السلبية. رأى سيروبيان قيمة الانتقال إلى أسواق جديدة والشراكة مع سلاسل إمداد أكبر، على الرغم من أنه أعرب عن أسفه للشروط الصعبة والعقود «السيئة» التي قدمها الموزعون. تم إصدار اللعبة على ويندوز 95 في سبتمبر 1996. تم إصدار ماراثون إنفينيتي في العام التالي.
بعد ماراثون، ابتعد بنجي عن ألعاب التصويب من منظور الشخص الأول ليطلق لعبة إستراتيجية، الأسطورة: اللوردات الذين سقطوا. شددت اللعبة على إدارة الوحدة التكتيكية بدلاً من نموذج جمع الموارد لعناوين إستراتيجية القتال الأخرى. فازت ألعاب الأسطورة بالعديد من الجوائز وأنتجت مجتمعًا كبيرًا ونشطًا عبر الإنترنت. الأسطورة: اللوردات الذين سقطوا كانت أول لعبة بنجي يتم إصدارها في وقت واحد لمنصتي ماك وويندوز.
مكّن نجاح أسطورة بنجي من تغيير مكاتب شيكاغو وإنشاء فرع بنجي ويست في سان خوسيه، كاليفورنيا في عام 1997. ستكون لعبة بنجي ويست الأولى والوحيدة هي أوني، وهي لعبة حركة لأجهزة ماك والحاسوب وبلاي ستيشن 2.

### هيلو والاستحواذ (2001-2007)
في عام 1999، أعلنت بنجي عن منتجها التالي هيلو: كومبات إفولفد، والذي كان من المفترض في الأصل أن يكون لعبة إطلاق نار من منظور شخص ثالث لنظامي التشغيل ويندوز وماكنتوش. تم كشف النقاب عن هيلو علنًا في خطاب معرض مكوورلد 1999 الرئيسي الذي ألقاه الرئيس التنفيذي المؤقت لشركة أبل آنذاك ستيف جوبز (بعد فحص مغلق في معرض الترفيه الإلكتروني في عام 1999).
في 19 يونيو 2000، في الذكرى التاسعة لتأسيس بنجي، أعلنت مايكروسوفت أنها استحوذت على بنجي وأن بنجي ستصبح جزءًا من إكس بوكس غيم ستوديوز. سيتم تطوير هيلو ليكون عنوان مطلق النار الأول حصريًا لجهاز إكس بوكس. تباينت أسباب قبول بنجي لعرض مايكروسوفت. صرح جونز قائلاً: «لا أتذكر التفاصيل بالضبط، لقد كان كل شيء غير واضح. كنا نتحدث مع الناس لسنوات وسنوات - حتى قبل أن ننشر ماراثون، قدمت أكتيفجن عرضًا جادًا. لكن فرصة العمل على إكس بوكس - فرصة للعمل مع شركة تأخذ الألعاب على محمل الجد. قبل ذلك كنا قلقين من أن يشترينا شخص ما يريد فقط منافذ ماك أو لم يكن لديه دليل». يتذكر مارتن أودونيل، الذي انضم إلى بنجي كموظف قبل عشرة أيام من إعلان الاندماج، أن استقرار إكس بوكس كمنصة تطوير لم يكن هو الفائدة الوحيدة. قبل إصدار الأسطورة الثانية بفترة وجيزة، تم اكتشاف أن إصدارات من اللعبة يمكن أن تمحو القرص الصلب للاعب، أدى الخلل إلى استدعاء ضخم للألعاب قبل شحنها مباشرة، الأمر الذي كلف بنجي ما يقرب من مليون دولار. ذكر أودونيل في بودكاست بنجي أن هذا الاسترجاع خلق بعض عدم اليقين المالي، على الرغم من أن قبول العرض لم يكن شيئًا «كان على بنجي فعله». رفض سيروبيان وجونز قبول عرض مايكروسوفت حتى وافق الاستوديو بأكمله على الشراء.
نتيجة لعملية الاستحواذ، تم نقل حقوق الأسطورة وأوني إلى تيك-تو إنترأكتيف (التي كانت تمتلك في ذلك الوقت 19.9% من الاستوديو) كجزء من صفقة ثلاثية بين مايكروسوفت وبنجي وتيك-تو إنترأكتيف (تمكن معظم مطوري أوني الأصليين من مواصلة العمل على أوني حتى إصداره في عام 2001. هبلو: القتال تطورت، في هذه الأثناء، حققت نجاحًا كبيرًا، حيث بيعت أكثر من 6.5 مليون نسخة، وأصبحت الامتياز الرئيسي لإكس بوكس.
أدى نجاح هيلو إلى إنشاء بنجي لتسلسلتين. تم إصدار هيلو 2 في 9 نوفمبر 2004، حيث حققت أكثر من 125 مليون دولار في يوم الإصدار وسجلت رقماً قياسياً في صناعة الترفيه. تم إصدار هيلو 3 في 25 سبتمبر 2007 وتجاوزت سجلات هيلو 2، حيث حققت 170 مليون دولار في أول أربع وعشرين ساعة من إطلاقها.

### شركة مستقلة (2007 إلى الوقت الحاضر)
في 1 أكتوبر 2007، أعلنت مايكروسوفت وبنجي أن بنجي كانت تنفصل عن الشركة الأم وأصبحت شركة ذات مسؤولية محدودة مملوكة للقطاع الخاص تسمى بنجي. كما هو موضح في صفقة بين الاثنين، ستحتفظ مايكروسوفت بحصة أقلية وتواصل الشراكة مع بنجي في نشر وتسويق كل من هيلو والمشاريع المستقبلية، مع ملكية هيلو الفكرية التي تنتمي إلى مايكروسوفت.
بينما كانت بنجي يخطط للكشف عن لعبة جديدة في معرض الترفيه الإلكتروني 2008، أعلن رئيس استوديو بانجي هارولد ريان أنه تم إلغاء عملية إزاحة الستار. بعد ثلاثة أشهر تقريبًا، أعلن بنجي أن اللعبة الجديدة كانت نسخة مسبقة وتوسعة إلى هيلو 3 بعنوان هيلو 3: ريكون. في الشهر التالي، قام بنجي بتغيير عنوان اللعبة من هيلو 3: ريكون إلى هيلو 3: أو دي إس تي. في معرض الترفيه الإلكتروني 2009، كشف بنجي ومايكروسوفت أن الشركة كانت تطور لعبة أخرى مرتبطة بهيلو هيلو: ريتش، لإصدارها في عام 2010. كانت لعبة ريتش هي آخر لعبة في سلسلة هيلو تم تطويرها بواسطة بنجي.
واصلت بنجي التوسع، على الرغم من أنها لم تلتزم بالتفاصيل حول المشاريع الجديدة ومواعيد الشحن. نمت الشركة من حوالي 120 موظفًا في مايو 2008 إلى 165 موظفًا في يونيو 2009، متجاوزة بذلك الاستوديو الذي طورته مايكروسوفت. ساعد رايان في إعادة تصميم مسرح سينمائي متعدد الإرسال سابق في بلفيو إلى مكاتب بنجي جديدة، بمساحة 80000 قدم مربع (7400 متر مربع) لتحل محل 41000 قدم مربع (3800 متر مربع) كانت الشركة تشغلها سابقًا.
في أبريل 2010، أعلنت بنجي أنها دخلت في اتفاقية نشر لمدة 10 سنوات مع الناشر أكتيفجن بليزارد. بموجب اتفاقية بنجي مع أكتيفجن، ستكون الملكية الفكرية الجديدة التي طورتها بنجي مملوكة لبنجي، وليس أكتيفجن، في صفقة مماثلة لبرنامج شركاء (الفنون الإلكترونية).
في 30 يونيو 2011، أعلن بنجي عن مشروع «بنجي ايروسبيس»؛ يترجم شعارها، «لكل اوداسيا إلى أسترا»، إلى «بجرأة النجوم». يهدف المشروع إلى تزويد مطوري الألعاب المستقلين بالنشر والموارد والدعم، بما في ذلك الوصول إلى منصة Bungie.net. في نوفمبر 2011، نشرت بنجي ايروسبيس أول لعبة لها، قرمزي: ستيم بايراتس، لنظام آي أو إس، تم تطويرها بواسطة مطور ألعاب الفيديو المبتدئ مخططات أرعن. بالإضافة إلى نشر وتوزيع قرمزي، قامت بانجي ايروسبيس بتزويد اللاعبين بالدعم الإحصائي ومنتدى مناقشة مخصص على Bungie.net.
في عام 2013، أعلنت بنجي عن ديستني، الذي تم إطلاقه لمنصات بلاي ستيشن 3 وبلاي ستيشن 4 وإكس بوكس 360 وإكس بوكس ون في 9 سبتمبر 2014. خلال يناير 2016، تنحى رايان عن منصب الرئيس وأصبح بيت بارسونز، الذي كان رئيس العمليات والمنتج التنفيذي للشركة منذ عام 2002، الرئيس التنفيذي للشركة.
استثمرت شركة نت إيز الصينية لألعاب الفيديو 100 مليون دولار في بنجي في عام 2018، مقابل حصة أقلية في الشركة ومقعد في مجلس إدارة الشركة.
أنهت بنجي صفقة النشر مع أكتيفجن في عام 2019، بعد ثماني سنوات، وفقًا لاتفاقهم، احتفظت بنجي بجميع الحقوق في ديستني وستقوم بنشر الأقساط والتوسعات المستقبلية بنفسها. وشمل ذلك نقل ديستني 2 من استخدام أكتيفجن Battle.net إلى ستيم. قام مدير الاتصالات في بنجي ديفيد داغ بتبديد الأفكار التي مفادها أن أكتيفجن كانت «حاكمًا محظورًا» حد من سيطرة بنجي الإبداعية، وبدلاً من ذلك ذكر أن كلا الشركتين تنفصلان بشكل ودي بسبب الأفكار المختلفة حول المكان الذي يجب أن يتجه إليه امتياز ديستني.
تخطط بنجي لتطوير وإطلاق امتياز غير متعلق بالمصير بحلول عام 2025.
في 31 يناير 2022، أُعلن أن شركة سوني إنتراكتيف إنترتينمنت قد اشترت الاستوديو مقابل 3.6 مليار دولار.

## Bungie.net
يعتبر Bungie.net بمثابة البوابة الرئيسية للتفاعل بين موظفي الشركة والمجتمع المحيط بألعاب بنجي. عندما اشترت مايكروسوفت بنجي، كان يُنظر إلى الموقع على أنه منافس لموقع Xbox.com الخاص بشركة مايكروسوفت، لكن إدارة المجتمع فازت في النهاية على أنها مصدر القلق الأكبر. تم إعادة تصميم الموقع عدة مرات.
أثناء مشاركة بنجي مع امتياز هيلو، سجل الموقع إحصائيات لكل لعبة تم لعبها. تضمنت هذه المعلومات إحصائيات عن كل لاعب في اللعبة، وخريطة لمستوى اللعبة توضح مكان حدوث عمليات القتل، تسمى «خرائط الحرارة». في 31 يناير 2012، أعلنت بنجي أنه اعتبارًا من 31 مارس 2012، لن تقوم Bungie.net بتحديث إحصائيات لعبة هيلو وسجلات خدمة لاعب هيلو أو استضافة محتوى هيلو الجديد الذي تم إنشاؤه بواسطة المستخدم أو تشغيل خدمة «بجي برو» من هيلو. أكمل توقف بنجي لهذه الخدمات في 31 مارس عملية نقل جميع البيانات الخاصة بألعاب هيلو التي تديرها 343 إندستريز. يسجل Bungie.net إحصائيات اللاعب عن امتياز لعبته ديستني. بالإضافة إلى جمع البيانات وإدارة حسابات لاعب ديستني، يعمل الموقع كشكل من أشكال التواصل بين بنجي والمجتمع.
على الرغم من أن بنجي كانت توفر منذ فترة طويلة أماكن للجماهير للتجمع والتحدث عن الألعاب، بالإضافة إلى إصدار معلومات جديدة ولقطات شاشة عبر Bungie.net، فقد بذلت جهودًا أقل تاريخيًا وكانت أقل نجاحًا في توفير الوصول إلى الأعمال الداخلية لبنجي وموظفيها. كجزء من خطوة لتصبح أكثر دراية بالمعجبين، قامت بنجي بتجنيد أصوات معترف بها ومحترمة من مجتمع المعجبين، بما في ذلك الكتاب لوك سميث وإريك أوزبورن وآخرين. يستضيف المطور بودكاست حيث تتم مقابلة الموظفين في مائدة مستديرة وأجواء غير رسمية.
لدى بنجي أيضًا تطبيق آي أو إس وجوجل بلاي يسمح بتتبع الإحصائيات للعبة ديستني أثناء التنقل.

## حضاره

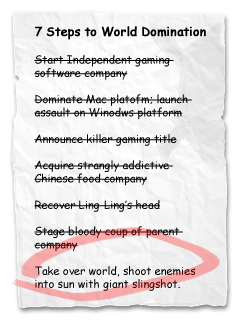
"الخطوات السبع للهيمنة على العالم"، مثال على ثقافة العمل في بنجي

وصف مارتن أودونيل ثقافة مكان العمل لدى بنجي بأنها «موقف غير محترم إلى حد ما، وليس مؤسسيًا أو بيروقراطيًا أو يركز على الأعمال التجارية»، لاحظ الفنان شي كاي وانغ أنه عندما دخل إلى بنجي لإجراء مقابلة، «أدركت أنني كنت أرتدي ملابسي أكثر من اللازم، وكنت أعرف أن هذا هو المكان الذي أريد أن أعمل فيه». أشار مدير المحتوى ومضيف البودكاست في بنجي، فرانك أوكونور، بشكل هزلي إلى أنه في مؤتمر غيم ستوب، طُلب من فريق بنجي ارتداء ملابس غير رسمية للعمل، ورد عليه أوكونور «نحن بنجي لا نقوم بأعمال غير رسمية».

كانت هذه الثقافة الإبداعية غير الرسمية أحد الأسباب التي جعلت مايكروسوفت مهتمة بالحصول على بنجي، على الرغم من أن مصمم الألعاب جوردان وايزمان قال إن مايكروسوفت اقتربت من تدمير ثقافة تطوير الشركة، كما فعلت مع ستوديو فاسا الذي انتهى الآن. أكد هارولد رايان، رئيس استوديو، أنه حتى عندما اشترت مايكروسوفت بنجي، كان الفريق لا يزال مستقلاً:
من أول الأشياء التي جربتها مايكروسوفت بعد الاستحواذ على بنجي، بعد محاولتها الأولى استيعابهم بالكامل، نقل بنجي إلى مبنى مايكروسوفت قياسي مع بقية مجموعة الألعاب. ولكن على عكس بقية الفرق التي جلبوها سابقًا، لم ينتقل بنجي إلى مكاتب شركة مايكروسوفت - لقد مزقنا جميع الجدران من هذا الجزء من المبنى وجلسنا في بيئة مفتوحة كبيرة. لحسن الحظ، كان أليكس وجيسون سيروبيان وجونز، مؤسسا بنجي ثابتين جدًا في ذلك الوقت بشأن البقاء منفصلين ومعزولين إلى حد ما.
في عام 2007، نقلت مايكروسوفت الاستوديو في النهاية إلى كيركلاند، واشنطن، حيث أعيد تأسيسها تحت اسم شركة بنجي. على الرغم من هذه الخطوة، أعلن المحلل المالي روجر إهرنبرغ أن زواج بنجي-مايكروسوفت «محكوم عليه بالفشل» بسبب هذه الاختلافات الجوهرية. وأشارت بنجي أيضًا إلى أنه سئم من التخلي عن الملكية الفكرية الجديدة للعمل على امتياز هيلو. وصف إيدج موظف بنجي النموذجي بأنه «غير موقر ومخلص بشغف في نفس الوقت، ينتقد الذات بشدة، مليء بالإثارة لإنجازات الشركة، بغض النظر عن مدى غموضها، وتم تجنيده من قاعدتها الجماهيرية المتفانية».
يعتبر مكان عمل بنجي غير رسمي إلى حد كبير، حيث يرغب الموظفون الجدد والقدامى في تحدي بعضهم البعض في موضوعات، مثل عناصر اللعبة الأساسية. يمكن للموظفين أن ينتقدوا علانية ألعابهم الخاصة وبعضهم البعض. من خلال تعزيز التعاون والمنافسة في الاستوديو، تقيم بنجي أحداثًا مثل «بانجي الخماسي»، حيث يلتقي الموظفون في فرق تلعب ألعابًا مثل هيلو والقاموس والرقص الثورة وفرقة روك. كما واجه بنجي فرق الرياضات الإلكترونية المحترفة واستوديوهات الألعاب الأخرى في هيلو خلال «أيام الحدباء»، مع نشر نتائج المباريات متعددة اللاعبين على Bungie.net.
فريق بنجي والمشجعين، المعروفين باسم «العمود السابع»، اجتمعوا معًا للأعمال الخيرية ولأسباب أخرى. بعد إعصار كاترينا، كانت بنجي واحدة من العديد من شركات الألعاب التي أعلنت عزمها مساعدة المتضررين من الإعصار، حيث تبرع بنجي بعائدات القمصان الخاصة للصليب الأحمر الأمريكي، بعد زلزال هايتي عام 2010، باع بنجي قمصان «كن بطلاً» وتبرع بالمال إلى الصليب الأحمر مقابل كل لاعب هيلو 3 أو جندي صدمة الإسقاط المداري على أجهزة إكس بوكس لايف الذي كان يرتدي شعارًا خاصًا على شكل قلب. تضمنت الأعمال الخيرية الأخرى التي قام بها بنجي بيع لوحة «السيد رئيس» بواسطة أوكونور، وهي آلة صودا هيلو 2 من مكاتب بنجي ، والتعاون مع مزادات لعب طفل. في عام 2011، شكلت بنجي منظمة غير ربحية اسمها مؤسسة بنجي.

## الألعاب المطورة
| عام  | عنوان                             | منصة                                                                                                   |
| ---- | --------------------------------- | --- |
| 1991 | العملية: عاصفة الصحراء            | تاريخ ماك أو إس                                                                                        |
| 1992 | مينوتور: متاهات جزيرة كريت        | تاريخ ماك أو إس                                                                                        |
| 1993 | مسارات في الظلام                  | تاريخ ماك أو إس                                                                                        |
| 1994 | ماراثون                           | التفاح بيبين (مثل سوبر ماراثون)، نظام تشغيل ماك نظام التشغيل الكلاسيكي                                 |
| 1995 | ماراثون 2: دوراندال               | التفاح بيبين (مثل سوبر ماراثون)، نظام تشغيل ماك نظام التشغيل الكلاسيكي مايكروسوفت ويندوز، إكس بوكس 360 |
| 1996 | ماراثون إنفينيتي                  | تاريخ ماك أو إس                                                                                        |
| 1997 | الأسطورة: اللوردات الذين سقطوا    | تاريخ ماك أو إس، مايكروسوفت ويندوز                                                                     |
| 1998 | الأسطورة الثانية: الروح           | تاريخ ماك أو إس، مايكروسوفت ويندوز                                                                     |
| 2001 | أوني                              | مايكروسوفت ويندوز، ماك أو إس، تاريخ ماك أو إس، بلاي ستيشن 2                                            |
| 2001 | هالة القتال تطورت                 | ماك أو إس، تاريخ ماك أو إس، إكس بوكس، إكس بوكس ون                                                      |
| 2004 | هيلو 2                            | تاريخ ماك أو إس، إكس بوكس، إكس بوكس ون                                                                 |
| 2007 | هالو 3                            | إكس بوكس 360، إكس بوكس ون، تاريخ ماك أو إس                                                             |
| 2009 | هالو 3: جندي صدمة الإسقاط المداري | إكس بوكس 360، إكس بوكس ون، تاريخ ماك أو إس                                                             |
| 2010 | الوصول إلى هالة                   | إكس بوكس 360، إكس بوكس ون، تاريخ ماك أو إس                                                             |
| 2014 | ديستني                            | بلاي ستيشن 3، بلاي ستيشن 4، إكس بوكس 360، إكس بوكس ون                                                  |
| 2017 | ديستني 2                          | تاريخ ماك أو إس، بلاي ستيشن 4، بلاي ستيشن 5، إكس بوكس ون، إكس بوكس سيريس إكس، ستاديا                   |
| TBA  | المسألة                           | |

## الشركات ذات الصلة
ترك العديد من موظفي بنجي الشركة لتكوين استوديوهات خاصة بهم. كانت ضعف البتة شركة قصيرة العمر تتكون من العديد من أعضاء فريق بنجي السابقين، أسسها جريج كيركباتريك. غادر سيروبيان ليشكل ألعاب تحميل عريض، مطور ستابس الكسول في «المتمرد بلا نبض»، وشارك لاحقًا في تأسيس شركة ألعاب صناعية. تشمل الشركات الأخرى لدغة عملاقة، التي أسسها هاميلتون تشو (منتج هيلو وأوني) ومايكل إيفانز (قائد المشروع على أوني)، وتقارب معين، التي أسسها ماكس هوبرمان (قائد التصميم متعدد اللاعبين لهيلو 2 وهيلو 3). تعاون الاستوديو مع بنجي في إصدار آخر خريطتين قابلتين للتنزيل لهيلو 2 وحزمة خريطة التحدي القابلة للتنزيل هيلو: الوصول. 343 إندستريز، وهو استوديو ألعاب أنشأته مايكروسوفت لإدارة سلسلة هيلو بعد إطلاق هيلو: الوصول، يضم أيضًا عددًا قليلاً من موظفي بنجي السابقين، بما في ذلك فرانك أوكونور. في عام 2015، بدأ مارتن أودونيل، الموظف منذ فترة طويلة في بنجي، استوديو ألعاب جديدًا يُعرف باسم Highwire Games.

## الألعاب
- هيلو 1
- هيلو 2
- هيلو 3
- ديستني
- أوني
- ماراثون
- مايث : ذا فالن لورد

## وصلات خارجية
- الموقع الرسمي